# Quepo
Quepo, Pleme Talamancan Indijanaca, jedne od podgrupa Boruca, naseljeno najmanje od 2000 pr. Kr. pa do dolaska Španjolaca u 16. stoljeću na pacifičkoj obali Kostarike u predjelu Quepos Pointa, oko grada Quepos. Ubrzo nakon dolaska Španjolaca Indijanci su decimirani. Ime Quepo očuvao se u nazivu grada Quepos koji po njima dobiva ime. U obližnjem gradu Londres, nalazi se muzej s očuvanim artifaktima ovog plemena.
Tijekom 1563. Juan Vazques de Coronado, mlađi brat legendarnog Francisco Vazques de Coronadoa koji je putovao jugom današnjeg SAD-a, dolazi u zemlju Quepo Indijanaca na obalama rijeke Naranjo u pratnji svećenika Martina de Bonilla-e, koji je ostavio opis života ovih Indijanaca, kojima je tada vladao cacique (kasik) Corrohore. 
Bonilla je uočio da je ovo pleme bilo prilično napredno. Poznavali su parne kupelji i bili su dobri tkalci koji su tkali elegantnu odjeću. Muškarci su se bavili lovom, ribolovom.

## Vanjske poveznice
- The Quest for a Pacific Beach
- Quepos History  Arhivirana inačica izvorne stranice od 12. siječnja 2008. (Wayback Machine)